# Wacław Hieronim Sierakowski
Wacław Hieronim Sierakowski (Raba Wyżna, settembre 1700 – Leopoli, 25 ottobre 1780) è stato un arcivescovo cattolico polacco.

## Biografia
Nato a Raba Wyżna nella regione di Podhale, era figlio di Jan Sierakowski e Marianna Ruszkowski Pobóg. Studiò presso la facoltà di teologia dell'Accademia di Cracovia. Continuò i suoi studi nel collegio di Łowicz e a Roma, dove conseguì il titolo di dottore in utroque iure. Fu ordinato sacerdote nel 1726 a Cracovia dal vescovo Konstanty Felicjan Szaniawski. Il 4 maggio 1738 fu consacrato vescovo a Kielce dal cardinale Jan Aleksander Lipski dopo la nomina a vescovo titolare di Cestro e coadiutore di Inflantia o di Livonia.
Dopo diversi incarichi episcopali fu elevato al rango di arcivescovo metropolita di Leopoli da papa Clemente XIII il 21 luglio 1760.
L'8 settembre 1752 incoronò l'immagine miracolosa della Madonna della Consolazione a Leżajsk con le insegne del papa, e fece lo stesso, l'8 settembre 1755, con la figura della Madonna Addolorata a Jarosław e nel maggio 1776, con l'immagine miracolosa della Madonna delle Grazie a Leopoli. Ricostruì e rinnovò la cattedrale latina (compreso l'edificio in mattoni gotico che era intonacato all'epoca).
Pio e devoto nelle questioni religiose, fu sostenitore della riforma militare e del tesoro. Nel 1764 fu elettore del re Stanisław August Poniatowski in rappresentanza del Voivodato di Rutenia. Nel 1764 fu nominato senatore residente. Si schierò contro le idee illuministe e per lealtà verso la Casa d'Austria (dopo che la Galizia, con capitale la stessa Leopoli, era passata agli Asburgo nel 1772 formando il Regno di Galizia e Lodomiria) il 16 giugno 1775 ricevette il titolo di conte.
Durante il periodo del giuseppinismo non accettò intromissioni del potere secolare nelle questioni ecclesiastiche. Credendo nella buona volontà dell'imperatrice Maria Teresa, nonostante la sua vecchiaia intervenne personalmente a Vienna per risolvere le controversie del governatorato di Leopoli. Non prese parte al solenne homagium presentato dai rappresentanti di tutti gli stati della Galizia al nuovo sovrano Giuseppe II, che ebbe luogo il 29 dicembre 1773. Non visitò mai il governatore Anton von Pergen, ritenendo che si sarebbe dovuto recare lui in visita presso l'arcivescovo a Leopoli, in quanto di giovane età, cattolico e straniero. Fu anche internato dalle autorità, insieme a tutto il capitolo della cattedrale, per diversi anni a Dunaïv.
Morì nel palazzo episcopale di Obroszyn, a Leopoli, il 25 ottobre 1780. L'esecutore del testamento era suo nipote, professore di filosofia e teologia dell'Accademia di Leopoli, il gesuita Dominik Sendzimir (1728-1782). Fu sepolto nella cattedrale di Leopoli, dove si trova la sua lapide.

## Genealogia episcopale e successione apostolica
La genealogia episcopale è:
- Cardinale Juan Pardo de Tavera
- Cardinale Antoine Perrenot de Granvelle
- Vescovo Frans van de Velde
- Arcivescovo Louis de Berlaymont
- Vescovo Maximilien Morillon
- Vescovo Pierre Simons
- Arcivescovo Matthias Hovius
- Arcivescovo Jacobus Boonen
- Arcivescovo Gaspard van den Bosch
- Vescovo Marius Ambrosius Capello, O.P.
- Arcivescovo Alphonse de Berghes
- Arcivescovo Humbertus Guilielmus de Precipiano
- Cardinale Gianantonio Davia
- Arcivescovo Teodor Andrzej Potocki
- Cardinale Jan Aleksander Lipski
- Arcivescovo Wacław Hieronim Sierakowski

La successione apostolica è:
- Vescovo Franciszek Kandyd Ossoliński, O.F.M.Conv. (1765)
- Vescovo Michal Witosławski (1768)
- Vescovo Antoni Gorczyński (1770)
- Arcivescovo Jakub Walerian Tumanowicz (1772)
- Vescovo Kryspin Cieszkowski (1773)
- Vescovo Dominik Piotr Karwosiecki, O.F.M.Conv. (1775)